# Nakládaný hermelín
Nakládaný hermelín je označení pro marinovaný hermelín (česká obdoba camembertu).

## Příprava
Na přípravu nakládaného hermelínu existuje mnoho různých receptů. Shodují se většinou v tom, že hermelín se rozkrojí, okoření, mezi nakrájené poloviny se vloží plátky cibule. Následně se vše vloží do sklenice, kam se přidají ještě papričky (feferonky, kozí rohy, event. chilli papričky) a všechno se zalije olejem (často se používá také bobkový list a pepř, popř. česnek). Nechá se marinovat při pokojové teplotě několik dnů (zpravidla 2-4) nebo v chladu po dobu týdne až dvou. Konzumuje se zpravidla s pečivem.

## Galerie

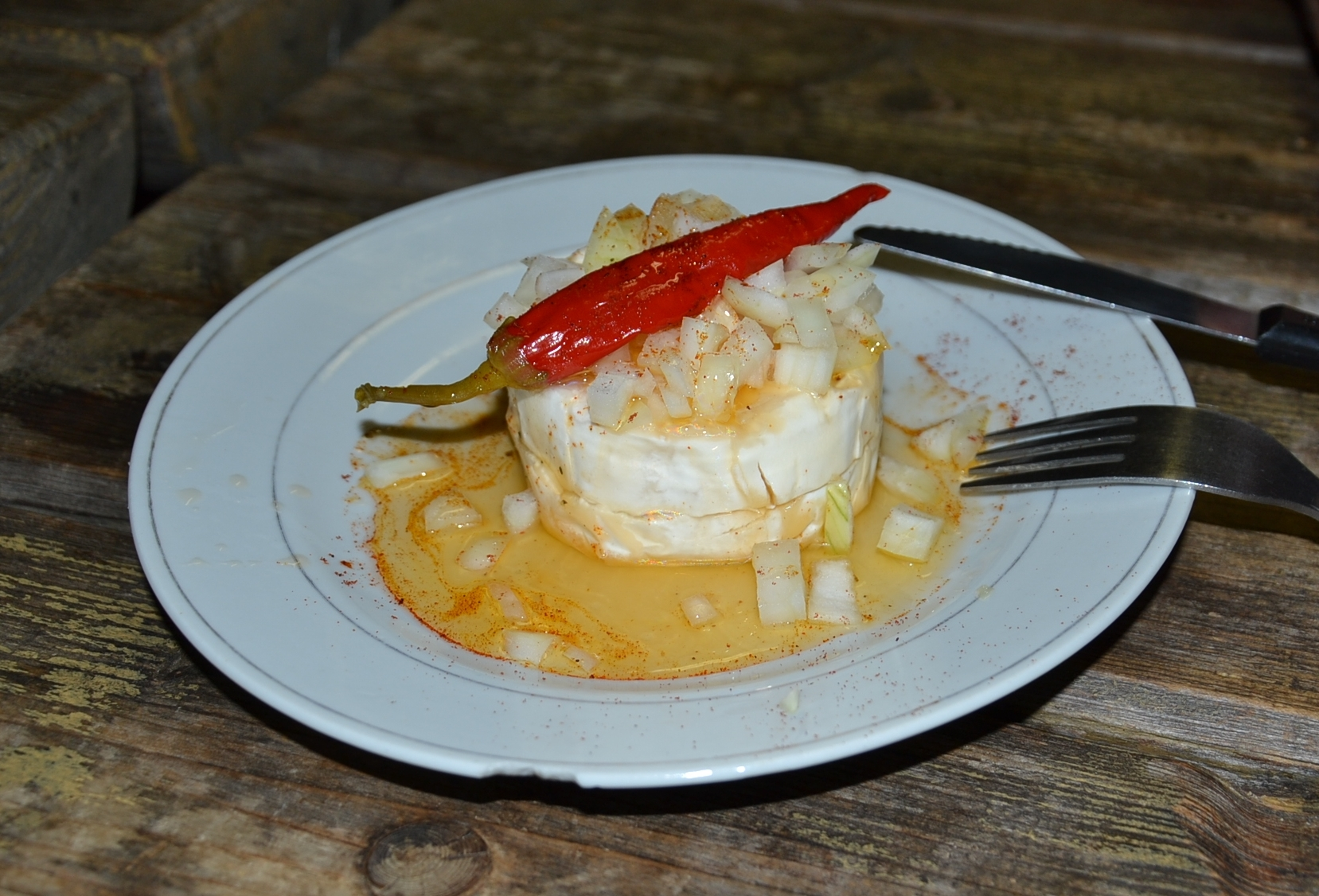
Nakládaný hermelín v hostinci
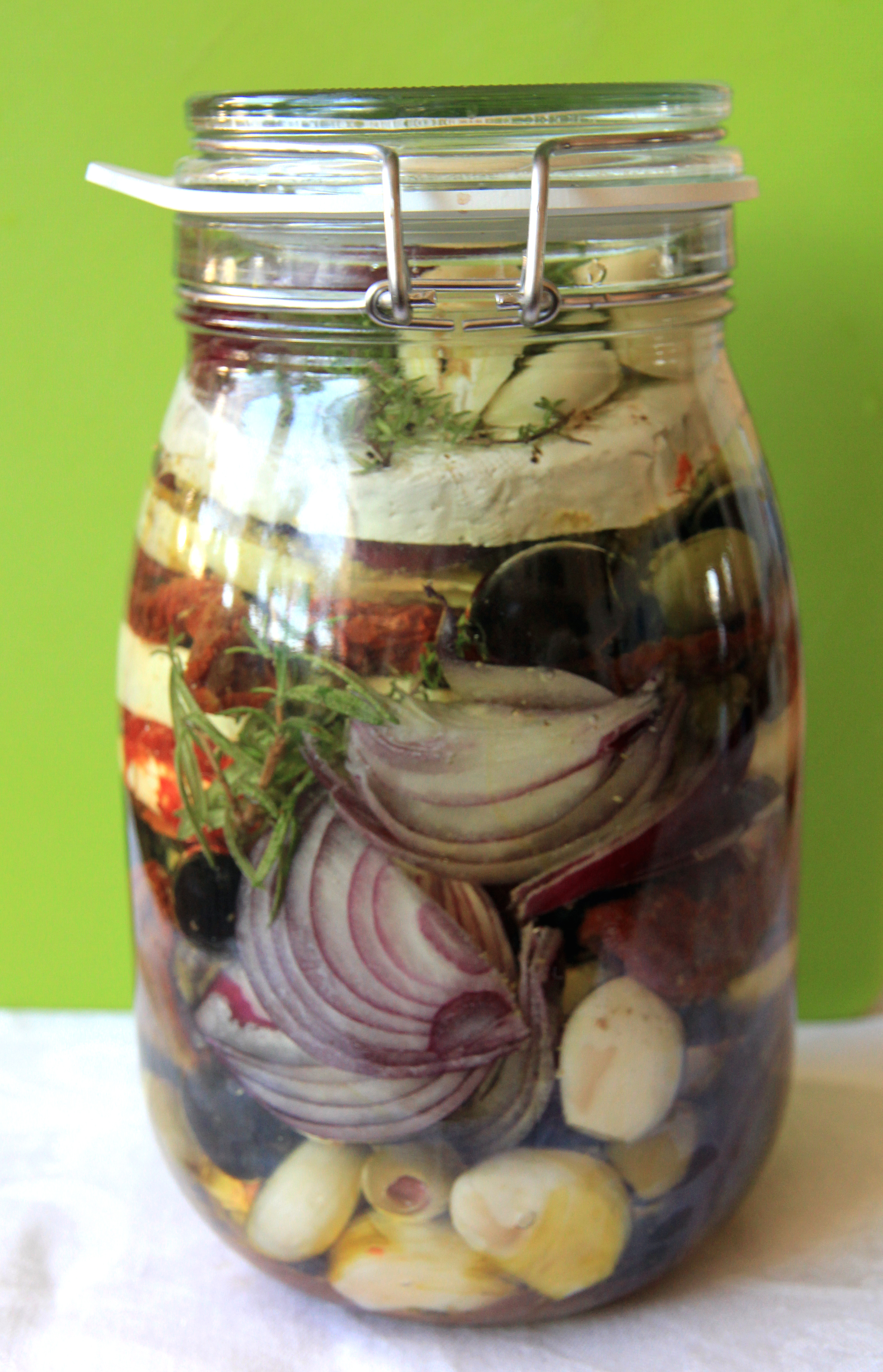
Nakládaný hermelín speciál